# Wolfgang Villwock
Wolfgang Horst Villwock (* 15. November 1930 in Cottbus; † 4. Juli 2014) war ein deutscher Zoologe. Sein Forschungsschwerpunkt war die Ichthyologie.

## Leben
Villwock war Doktor der Naturwissenschaften (Dr. rer. nat.) 1964 ging er an die Mathematisch-Naturwissenschaftliche Fakultät der Universität Hamburg, wo er bis 1969 als Privatdozent für Zoologie tätig war. Von 1970 bis 1975 war er geschäftsführender Direktor des Zoologischen Instituts und Zoologischen Museums sowie 1979 bis 1996 Professor für Zoologie im Fachbereich Biologie der Universität Hamburg. 1996 ging er als emeritierter Professor in den Ruhestand.
Sein Forschungsinteresse galt den „Prinzipien der biologischen Artbildung“. Er unternahm weltweite Expeditionen zu den Zentren der Fisch-Evolution. Ab dem Jahr 1960 realisierte er ein Forschungsprojekt am Titicacasee, wobei er umfangreiche Untersuchungen über die Andenkärpflinge (Orestias) durchführte. Villwock war Mitglied der Deutschen Zoologischen Gesellschaft.
1983 gehörte Villwock zum Erstbeschreiberteam des vom Aussterben bedrohten Sirhan-Kärpflings (Aphanius sirhani) aus Jordanien.
Villwock starb am 4. Juli 2014 nach langer Krankheit.

## Dedikationsnamen
Nach Villwock sind die Zahnkärpflingsart Cynodonichthys villwocki (Berkenkamp & Etzel, 1997), die Salmlerart Astyanax villwocki Zarske & Géry, 1999 aus Peru und Bolivien sowie der Sakarya-Kärpfling (Anatolichthys villwocki (Hrbek & Wildekamp, 2003)) aus der Türkei benannt.

## Schriften (Auswahl)
- Untersuchungen über die Tonnen- und Bodenfauna im Fahrwasserbereich des Emsmündungsgebietes, 1956
- Weitere genetische Untersuchungen zur Frage der Verwandtschaftsbeziehungen anatolischer Zahnkarpfen, 1958
- Eierlegende Zahnkarpfen; Beliebte Aquarienfische und solche, die es werden sollten, 1960
- Genetische Untersuchungen an altweltlichen Zahnkarpfen der Tribus Aphaniini (Pisces, Cyprinodontidae) nach Gesichtspunkten der Neuen Systematik, 1964
- Wunder der Natur: Australien: Flora und Fauna, 1969